# Alapi László
Alapi László (Pásztó, 1920. december 10. – Budapest, 1957. május 6.) magyar forradalmár az 1956-os forradalom utáni megtorlás egyik első áldozata.

## Élete
6 elemi osztályt végzett, ezt követően apjával együtt napszámosként dolgozott. A második világháború idején besorozták katonának, az orosz fronton hadifogságba esett, ahonnan csak 1948-ban került haza. Ugyanebben az évben behívták sorkatonai szolgálatra, szakaszvezetőként szerelt le. Ezt követően egy ideig bányászként dolgozott, de megromlott egészségi állapota miatt kénytelen volt felhagyni ezzel a munkával és a pásztói Tejipari Vállalatnál kezdett dolgozni kocsikísérőként.
A forradalom idején Geczkó Istvánnal együtt a tejterméknek Pásztóról Salgótarjánra szállításával foglalkozott. December 4-én az ő javaslatára robbanóanyagot szereztek be azzal a szándékkal, hogy a Pásztó és Szurdokpüspöki közötti vasúti hidat felrobbantsák, ezzel akadályozva meg a magyar fiatalok Szovjetunióba deportálását. A merényletet december 8-án hajtották végre, teljes sikerrel, a híd napokig használhatatlan maradt.
A magyar hatóságok teljes gőzzel megindították a nyomozást az ügyben. 1957. április 23-án tartóztatták le, majd a Katonai Bíróság a szabotázsakció szellemi irányítójaként, robbanóanyaggal való visszaélés miatt kötél általi halálra ítélte 1957. május 6-án. Az ítéletet még aznap végre is hajtották.
Alapi Lászlót az 1956-os forradalom utáni megtorlás többi áldozatával együtt 1990-ben rehabilitálták.